# Liste der Naturdenkmale in Massenbachhausen
| Naturdenkmale | Anzahl |
| ------------- | ------ |
| FND           | 1      |
| END           | 0      |
| Gesamt        | 1      |

Die Liste der Naturdenkmale in Massenbachhausen nennt die verordneten Naturdenkmale (ND) der im baden-württembergischen Landkreis Heilbronn liegenden Gemeinde Massenbachhausen. In Massenbachhausen gibt es insgesamt ein als Naturdenkmal geschütztes Objekt, es handelt sich um ein flächenhaftes Naturdenkmal (FND), es gibt kein Einzelgebilde-Naturdenkmal (END).
Stand: 1. November 2016.

## Flächenhafte Naturdenkmale (FND)
| Name                        | Bild | Kennung     | Einzelheiten     | Position | Fläche Hektar | Datum         |
| --------------------------- | ---- | ----------- | ---------------- | -------- | ------------- | ------------- |
| Trockenrasen „Nonnenbuckel“ | BW   | 81250610001 | Massenbachhausen | ⊙        | 0,7           | 18. Juli 1986 |
| Legende für Naturdenkmal    |      |             |                  |          |               |               |